# Days (Flow)
Days è un brano musicale del gruppo musicale giapponese Flow, pubblicato come loro settimo singolo il 1º giugno 2005, ed incluso nell'album Golden Coast. Il singolo ha raggiunto la terza posizione della classifica Oricon dei singoli più venduti in Giappone, vendendo 99 589 copie. Il brano è stato utilizzato come prima sigla musicale dell'anime Eureka Seven.

## Tracce
CD Singolo KSCL-826
1. DAYS
2. Journey
3. Fun Time Delivery
4. DAYS ~VOCALLESS MIX~
5. DAYS ~EUREKA OPENING MIX~

## Classifiche
| Classifica (2005) | Posizione più alta |
| ----------------- | ------------------ |
| Giappone (Oricon) | 3                  |